# Бомбом
Бомбо́м (Бом-Бом; порт. Ilhéu Bombom) — маленький острів у складі Сан-Томе і Принсіпі. Адміністративно належить до округу Паге.
Острів розташований за 67 м біля північного берега острова Принсіпі, з'єднаний з ним намивною греблею. Має видовжену з півночі на південь форму, розширену на півночі. Низинний, незаселений, вкритий лісами. Довжина становить 700 м, ширина — до 320 м.
Острів використовується для відпочинку.